# Botersloot (Rotterdam)
De Botersloot, ook wel Gedempte Botersloot genoemd, is een straat in het centrum van Rotterdam, en loopt van de Meent naar de Hoogstraat.
In het moderne Rotterdam bestaan straatnamen die al heel oud zijn, de Botersloot is er een van. De naam komt in 1433 al voor in geschriften van het Gemeentearchief Rotterdam, en dankt zijn naam aan de zuivelboeren die hun waren via de Rotte naar de stad brachten. In die tijd was de Botersloot een vaart voor platbodems, die liep van de Rotte richting het Boterhuis op het zuidelijkste gedeelte bij de Huibrug (Huidenbrug). Het noordelijkste gedeelte heette de Buitenbotersloot en later de Karnemelkshaven. De kaden kwamen eerst als Achterweg voor en ook weleens als ’s-Gravenstraat. Later heetten beide zijden Botersloot. In 1866 werd de Botersloot gedempt. Op de route van de oude Botersloot liggen nu achtereenvolgens het Binnenrottehof, het kruispunt met de Meent en de huidige Gedempte Botersloot.
Na 1619 stond er aan de Botersloot de Rotterdamsche Vleeshal, waar vlees werd gekeurd en verpakt om naar bijvoorbeeld Engeland te worden verscheept. Voor de bouw van deze hal werd het Oude Vrouwenhuis gesloopt. In 1820 wordt er de zeepziederij gebouwd, onder de bevolking bekend als Zeepketel.
Omstreeks 1930 is een begin gemaakt met de bouw van twee gebouwen tegenover de Nieuwe Markt: de Spaarbank Rotterdam en het gebouw van de Gemeentelijke Telefoondienst (PTD, later overgenomen door de PTT).
Voor het gebouw van de voormalige Gemeentebibliotheek staat sinds 1874 een fors beeld van De Maagd van Holland, ook bekend als het Vrijheidsbeeld maar vooral als het monument ter ere van Kaat Mossel.
Aan de Botersloot stond tot 1940 een synagoge. In 2007-2008 is het gebied herontwikkeld, onder meer in de vorm van de bouw van De Statendam, een moderne wolkenkrabber. Hierin is ook de dienst Sociale Zaken en Werkgelegenheid (SoZaWe) gehuisvest.

## Fotogalerij

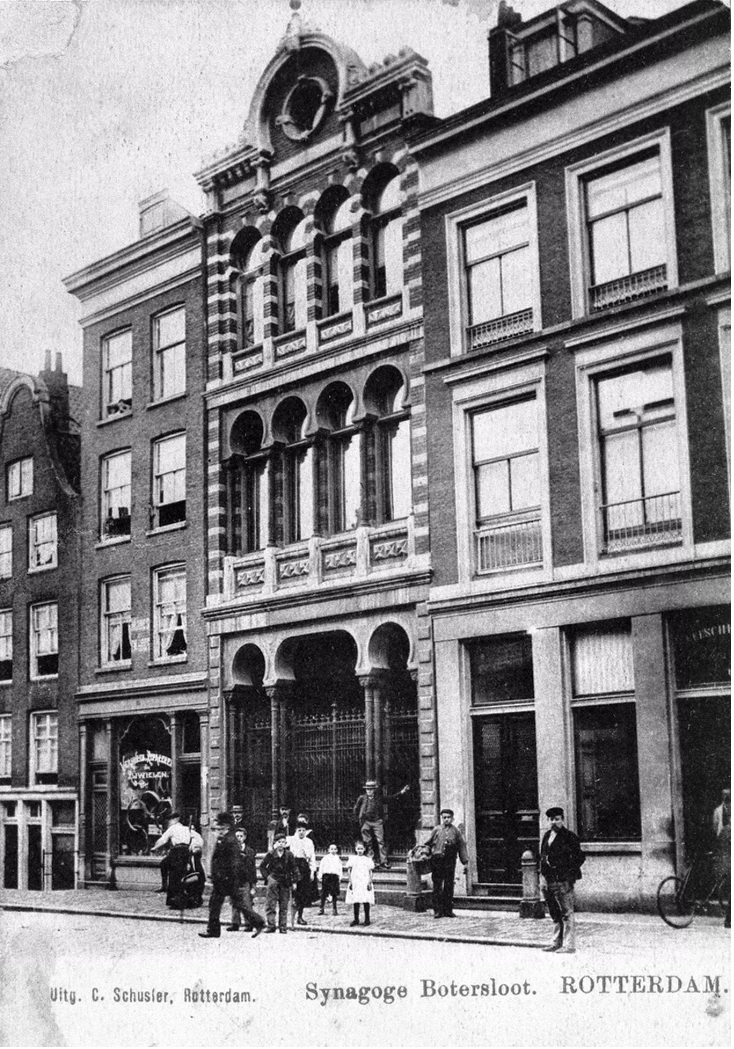
De voormalige synagoge aan de Botersloot (ca. 1900)
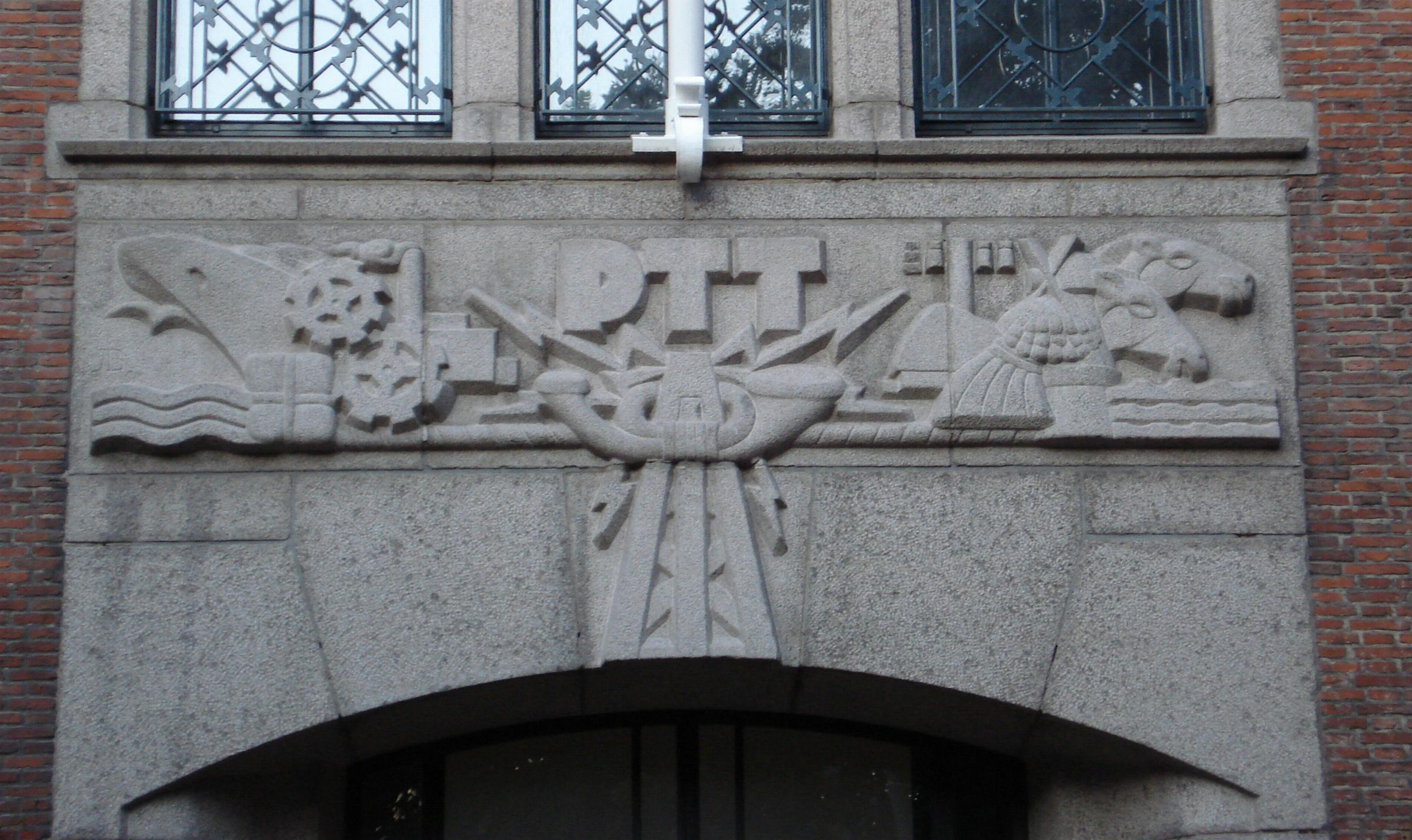
Voormalig PTT gebouw aan de Botersloot
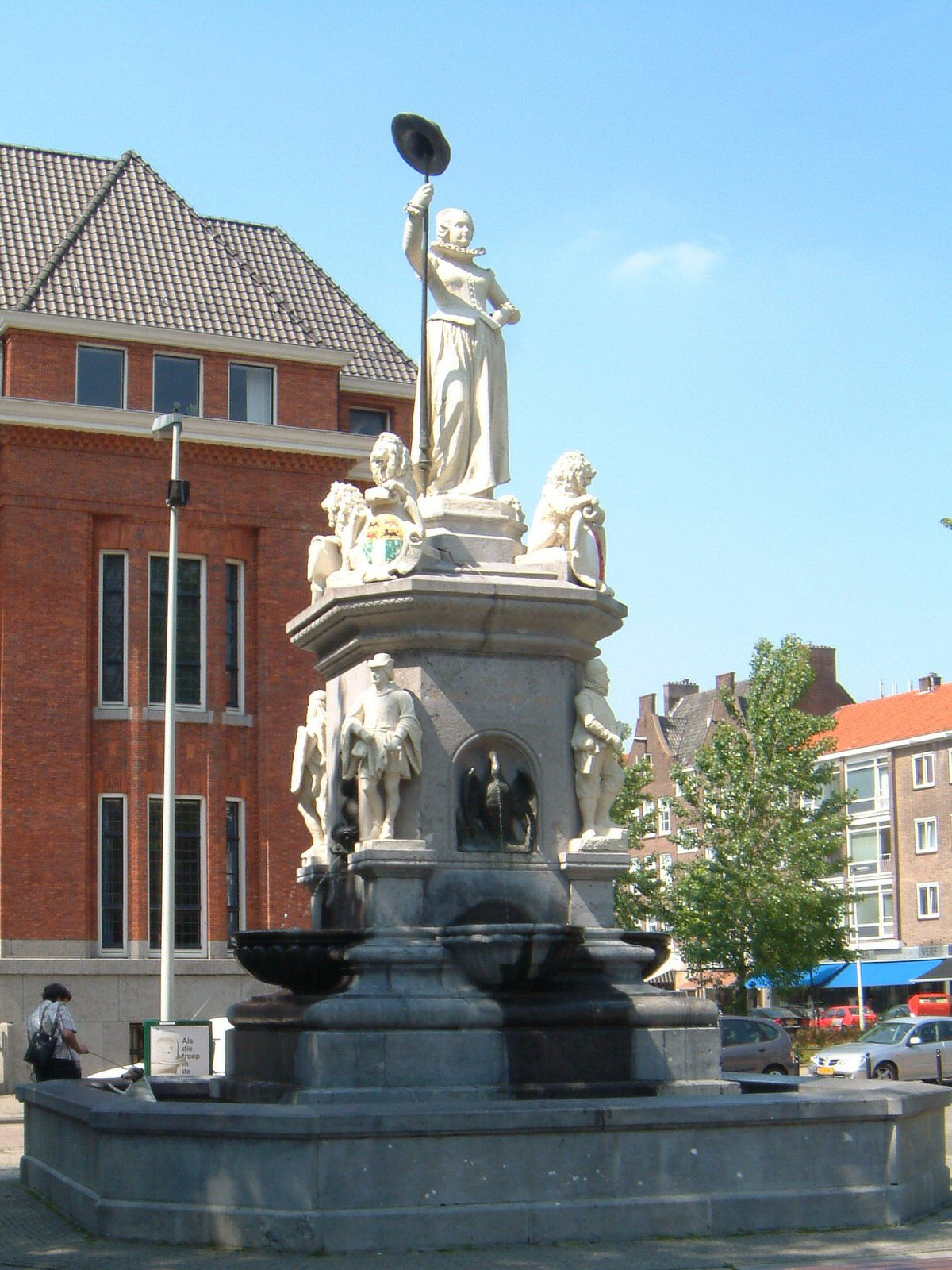
Standbeeld De Maagd van Holland alias Kaat Mossel van Joseph Graven aan de Botersloot

Bergsingel ·
Botersloot ·
Boezemsingel ·
Coolsingel ·
Crooswijksesingel ·
Diergaardesingel ·
Goudsesingel ·
Heemraadssingel ·
Noordsingel ·
Pompenburgsingel ·
Provenierssingel ·
Schiedamsesingel ·
Spoorsingel ·
Westersingel
Admiraal de Ruyterweg ·
Admiraliteitskade ·
Aert van Nesstraat ·
Baan ·
Batavierenstraat ·
Beukelsdijk ·
Beursplein ·
Beurstraverse ·
Binnenweg ·
Binnenwegplein ·
Binnenrotte ·
Blaak ·
Boezemweg ·
Boompjes ·
Bosland ·
Botersloot ·
Burgemeester van Walsumweg ·
Churchillplein ·
Coolsingel ·
Coolvest ·
Eendrachtsplein ·
Eendrachtsweg ·
Geldersekade ·
Goudsesingel ·
's-Gravendijkwal ·
Haagseveer ·
Henegouwerlaan ·
Hofdijk ·
Hofplein ·
Hoogstraat ·
Jonker Fransstraat ·
Karel Doormanstraat ·
Kipstraat ·
Kolk ·
Koningin Emmaplein ·
Korte Hoogstraat ·
Kruiskade ·
Kruisplein ·
Leuvehoofd ·
Lijnbaan ·
Lombardkade ·
Maasboulevard ·
Mariniersweg ·
Mathenesserlaan ·
Mauritsweg ·
Meent ·
Museumpark ·
Oostmolenwerf ·
Oostplein ·
Oude Binnenweg ·
Parkkade ·
Parklaan ·
Pim Fortuynplaats ·
Plein 1940 ·
Pompenburg ·
Rochussenstraat ·
Saftlevenstraat ·
Schiedamsedijk ·
Schiedamse Vest ·
Schouwburgplein ·
Spaansekade ·
Stadhuisplein ·
Stationsplein ·
Stroveer ·
Van Oldenbarneveltstraat ·
Vasteland ·
Veerkade ·
Weena ·
Westblaak ·
Westerkade ·
West-Kruiskade ·
Westersingel ·
Westplein ·
Willemskade ·
Willemsplein ·
Witte de Withstraat